# NGC 2884
NGC 2884 ist eine Balken-Spiralgalaxie vom Hubble-Typ SBa im Sternbild Wasserschlange. Sie ist schätzungsweise 223 Millionen Lichtjahre von der Milchstraße entfernt.
Das Objekt wurde am 27. Februar 1865 von Heinrich d’Arrest entdeckt.